# Il mio paese
Il mio paese è un film documentario del 2006 diretto da Daniele Vicari, ispirato al celebre reportage televisivo L'Italia non è un paese povero, realizzato nel 1959 da Joris Ivens, di cui vengono mostrati degli estratti, a contrappunto delle immagini attuali.
Mentre Ivens ha percorso l'Italia del boom economico partendo dal Nord industrializzato e scendendo verso il Sud contadino, Vicari ha compiuto il tragitto inverso nell'Italia della crisi, partendo da Gela e risalendo la penisola, passando per Basilicata, Lazio e Toscana, fino a Marghera.
Il film è stato presentato nel 2006 tra gli eventi speciali della sezione Orizzonti alla Mostra del Cinema di Venezia ed ha vinto nel 2007 il David di Donatello come miglior documentario.

## Trama
Il viaggio nell'Italia del lavoro, inteso come «quello concreto della produzione», parte da Gela, un territorio devastato dalle industrie chimiche e da interi insediamenti abusivi. Sono intervistati Emanuele Bassora, operaio specializzato finito a fare il pescatore, il sindacalista Ignazio Giudice e l'avvocato Angelo Licata.
Si passa poi per Termini Imerese, dove lo stabilimento FIAT è a rischio di chiusura. Viene mostrata un'assemblea dei lavoratori e intervistato l'operaio Giuseppe D'Agostino.
Il viaggio prosegue in Basilicata: a Grottole, presso la famiglia Guidotti, già presente in una delle parti del documentario di Ivens che all'epoca erano state tagliate per il livello di miseria che mostrava; a Melfi, San Giorgio di Pietragalla e San Nicola di Melfi, alla fabbrica FIAT e nell'azienda agricola di Rocco Romaniello; a Castel Lagopesole e Rionero in Vulture, zona di produzione vinicola dell'Aglianico del Vulture, dove vengono intervistati Donato Rondinella, organizzatore dell'Aglianica Wine Festival, e il produttore vinicolo Antonio di Palma, ma anche Daniele Rocco, che si occupa di ricercare in zona i siti dove impiantare i generatori per la produzione di energia eolica.
La tappa successiva è in Lazio, presso il Centro Ricerche ENEA di Casaccia, dove i ricercatori Alfonso Pozio e Stefano Passerini raccontano delle condizioni in cui è costretta a operare la ricerca scientifica in Italia.
Vicari fa una breve sosta ad Acquaviva, presso il podere del padre Orlando, prima di proseguire per Prato, dove è ambientata la parte più lunga del documentario. La situazione di crisi del settore tessile è raccontata attraverso le figure di Edoardo Nesi, ex imprenditore del comparto poi diventato scrittore, che legge brani significativi del proprio romanzo L'età dell'oro, Rita Rosato, operaia cinquantenne rimasta disoccupata per la chiusura della fabbrica in cui lavorava e che fatica a reinserirsi nel mondo del lavoro, e Valdemaro Beccaglia, imprenditore tessile curatore di un museo di arte contemporanea.
Il viaggio si conclude a Marghera, sede del famigerato Petrolchimico e di un importante porto industriale. Vengono raccolte le voci dei cittadini dell'Assemblea Permanente contro il Pericolo Chimico di Porto Marghera, dei lavoratori di Porto Marghera, Fincantieri e Aeronavale, di Davide Fraccaro e Dante Parolo di Interporto, di Emile Knystautas, direttore del laboratorio di ricerca sulle nanotecnologie. La conclusione è affidata alle parole dello scrittore Gianfranco Bettin.
L'intero documentario è punteggiato da immagini del viaggio del pullman Trapani-Francoforte, che trasporta dalla Sicilia alla Germania i nuovi emigrati, a distanza di cinquant'anni da quelli che partivano in piroscafo per andare oltreoceano.

## Colonna sonora
La colonna sonora presenta musiche originali di Massimo Zamboni.
Le ultime immagini del film e i titoli di coda sono accompagnati dalla canzone La mia patria attuale (testo e musica di Massimo Zamboni), cantata da Nada.

## Distribuzione
Il film è stato distribuito nelle sale cinematografiche italiane il 20 aprile 2007.
È stato distribuito in DVD da BUR, nella collana 24/7, con libro allegato.

## Riconoscimenti
- 2007 - David di Donatello
  - Miglior documentario